# Не остављај траг
Не остављај траг (енгл. Leave No Trace) америчка је филмска драма из 2018. Режију потписује Дебра Граник, која је написала сценарио са Ен Розелини. Темељи се на роману My Abandonment аутора Питера Рока. Радња прати војног ветерана (Бен Фостер) са посттрауматским стресним поремећајем који живи у шуми са својом ћерком (Томасин Макензи).
Премијера је приказана 20. јануара 2018. на Филмском фестивалу Санденс. Приказиван је у биоскопима од 29. јуна 2018. у Сједињеним Америчким Државама. Филм је са највише добрих оцена на веб-сајту Rotten Tomatoes.

## Радња
Тинејџерка и њен отац годинама живе неприметно у Форест парку, огромној шуми на периферији Портланда, у Орегону. Случајан сусрет примора их да напусте парк и суоче се са социјалном службом. Они покушавају да се прилагоде новом окружењу, док изненада не одлуче да крену на опасно путовање назад у дивљину. У потрази за потпуном независношћу, у њима се сукобљава жеља да буду део заједнице и очајничка потреба да живе у изолацији.

## Улоге
| Глумац           | Улога            |
| ---------------- | ---------------- |
| Бен Фостер       | Вил              |
| Томасин Макензи  | Том              |
| Џеф Кобер        | господин Волтерс |
| Дејл Дики        | Дејл             |
| Дејна Миликан    | Џин Бауер        |
| Мајкл Просер     | Џејмс            |
| Дерек Џон Дрешер | Лари             |
| Ајзеја Стоун     | Ајзеја           |